# Dimos Prespes
Dimos Prespes (Prespes) är en kommun i Grekland.   Den ligger i prefekturen Nomós Florínis och regionen Västra Makedonien, i den norra delen av landet, 400 km nordväst om huvudstaden Aten. Antalet invånare är 2 164. Arean är 504 kvadratkilometer.
Terrängen i Dimos Prespes är kuperad åt sydväst, men åt nordost är den bergig.